# Patrimoine des forêts tropicales ombrophiles de Sumatra
Les sites retenus par l'UNESCO sous le nom de patrimoine des forêts tropicales ombrophiles de Sumatra sont trois parcs nationaux indonésiens :
- Parc national de Gunung Leuser
- Parc national de Kerinci Seblat
- Parc national de Bukit Barisan Selatan

Ils abritent tous une faune et une flore exceptionnelles et plutôt bien préservées, ainsi que des montagnes, volcans et lacs.

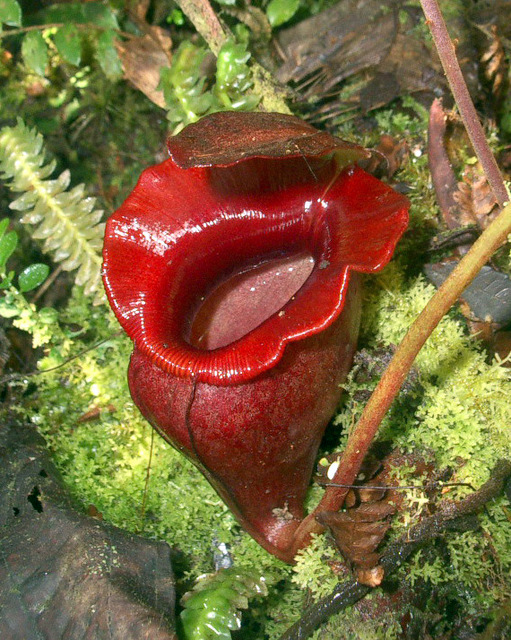
Nepenthes jacquelineae dans le parc national de Bukit Barisan Selatan